# Nekimi (Wisconsin)
Nelson es un pueblo ubicado en el condado de Buffalo en el estado estadounidense de Wisconsin. En el Censo de 2010 tenía una población de 571 habitantes y una densidad poblacional de 2,84 personas por km².

## Geografía
Nelson se encuentra ubicado en las coordenadas 44°26′26″N 91°58′26″O / 44.44056, -91.97389. Según la Oficina del Censo de los Estados Unidos, Nelson tiene una superficie total de 201.15 km², de la cual 176.05 km² corresponden a tierra firme y (12.48%) 25.1 km² es agua.

## Demografía
Según el censo de 2010, había 571 personas residiendo en Nelson. La densidad de población era de 2,84 hab./km². De los 571 habitantes, Nelson estaba compuesto por el 98.07% blancos, el 0% eran afroamericanos, el 0% eran amerindios, el 0.53% eran asiáticos, el 0% eran isleños del Pacífico, el 1.05% eran de otras razas y el 0.35% pertenecían a dos o más razas. Del total de la población el 3.33% eran hispanos o latinos de cualquier raza.